# Lipa pri Frankolovem
Lipa pri Frankolovem – wieś w Słowenii, w gminie Vojnik. W 2018 roku liczyła 168 mieszkańców.